# Skogsödla
Skogsödla (Zootoca vivipara) är en upp till 18 cm lång ödla som placeras i det egna släktet Zootoca. Den förekommer i större delen av Europa och Asien, främst i skog och andra miljöer med fuktigt mikroklimat och hög vegetation.

## Utseende och anatomi
Skogsödlan blir upp till 18 centimeter lång, varav själva kroppen utgör 3,9–6 cm för hanar och 4–7,4 cm för honor. Den har tre små fjällplåtar mellan näsborren och ögat. Ryggsidan är brunaktig, ofta med flera mörkare längsgående band och vitaktiga band eller prickar på vardera sidan. Svansen är ofta mörkare än kroppen, och är ofta delvis, eller helt, omönstrad. Hannen har gul mage med svarta fläckar och vit, blåaktig eller rödaktig strupe, medan honan är beige, gul eller blåaktig, med eller utan svarta fläckar, och med vitaktig strupe. Det förekommer en varietet, montana med olivgrön rygg och blåvit undersida och även en mörk form, nigra som är helt svart på ovansidan med något ljusare buk.

## Utbredning och systematik

### Systematik
Tillsammans med sandödlan placerades den tidigare i det stora släktet Lacerta, men har efter en revidering av systematiken som enda art förts till det monotypiska släktet Zootoca. Populationer i Alperna kallades tidigare bergödla.

### Utbredning
Den är vanlig i större delen av Europa och Asien, från norra Spanien, norra Italien och Nordmakedonien till Nordnorge, och från Irland i väst österut till ön Sachalin på Rysslands östkust, Kina samt Hokkaido i Japan. Skogsödlan lever i låglandet och i bergstrakter upp till 2900 meter över havet.

### Förekomst i Skandinavien
I Skandinavien finns den nästan överallt, med undantag för några få ställen i den svenska och norska fjällvärlden. Skogsödla är tillsammans med sandödla och kopparödla de enda ödlor som naturligt förekommer i Skandinavien.  
I Norden är varieteten nigra mycket sällsynt och förekommer nästan enbart i Danmark.

## Ekologi

### Habitat
Arten förekommer vanligtvis i mer skyddade landskap än sandödlan, och gärna i skog och andra miljöer med fuktigt mikroklimat och hög vegetation.

### Fortplantning
Arten blir i regel könsmogen vid omkring två års ålder. Parningen sker under våren, april till maj i större delen av utbredningsområdet, men senare i de norra delarna. I större delen av utbredningsområdet föder den levande ungar, men i den södra delens lågländer är den ovipar, det vill säga att den lägger ägg. Levandefödande honor föder mellan 1 och 11 ungar, medan äggläggande lägger mellan 1 och 13 ägg.
Som mest blir arten 9 år gammal.

### Föda
Skogsödlans byte utgörs av insekter och andra små leddjur som skinnbaggar, exempelvis stritar och bladlöss, men även fjärilslarver och -puppor samt spindlar.

### Predatorer
De vanligaste predatorerna är ormar. Även igelkottar, näbbmöss, hundar och katter kan ta skogsödlor, speciellt unga individer.

### Vinterdvala
Skogsödlan är mer anpassad för ett kyligt klimat än sandödlan, och går i de nordligare trakterna i vinterdvala under årets kallaste tid. Denna hibernation varierar givetvis med klimatet, men varar oftast mellan oktober och mars; i norra Skandinavien kommer dock oftast inte de första ödlorna fram förrän i slutet på maj.